# Громов, Юрий Иосифович
Юрий Иосифович Громов (19 октября 1933, Ленинград, СССР — 1 августа 2010, Ашдод, Израиль) — советский и российский хореограф, балетмейстер, педагог, Народный артист Российской Федерации (2001), кандидат искусствоведения (1974), профессор.

## Биография
Юрий Иосифович Громов родился 19 октября 1933 года в Ленинграде. Его мать, Елизавета Николаевна Громова (1910—2000), ученица А. Я. Вагановой, была педагогом Ленинградского хореографического училища: она преподавала классический и историко-бытовой танец в младших классах.
Во время войны Ю. Громов вместе с матерью эвакуировался с училищем в Пермь, где и начал своё хореографическое образование, став учеником младших классов вагановского училища.
Весной 1951 окончил Ленинградское академическое хореографическое училище имени А. Я. Вагановой по классу Владимира Ивановича Пономарёва.
В 1952—1953 стажировался как педагог-практикант и вёл балетмейстерскую работу в ЛАХУ им. А. Я. Вагановой.
С 1953 по 1960 годы работал педагогом-руководителем хореографических коллективов ДК им. Первой Пятилетки, Д. К. им. Горького, Дворца пионеров им. Жданова, а также продолжал свою балетмейстерскую деятельность в Народном театре оперы и балета при Дворце Культуры им. Кирова.
В 1960 г. начал работать преподавателем-балетмейстером в Высшей профсоюзной школе культуры (ныне Санкт-Петербургский гуманитарный университет профсоюзов), где готовили кадры руководителей-практиков самодеятельного искусства.
В 1961 г. создал и возглавил кафедру хореографического искусства ВПШК, которой бессменно руководил до 2009 года. На базе кафедры создал студенческий театр танца «Белые ночи», который был лауреатом престижных российских и международных конкурсов и фестивалей. Ю. И. Громов являлся его бессменным художественным руководителем и главным балетмейстером.
С 1963 г. в течение многих лет преподавал хореографию и сценическое движение в ЛГИТМиКе, где подготовил более 400 учеников.
В 1965 г. окончил Ленинградскую ВПШК по специальности «культурно-просветительская работа».
С 1968 по 1980 году вёл большую постановочную деятельность в Бурятском государственном академическом театре оперы и балета.
В 1974 г. защитил диссертацию на тему «Танец и его роль в воспитании пластической культуры актёра» и получил учёную степень кандидата искусствоведения.
В 2000 г. был удостоен звания действительного члена Академии гуманитарных наук.
С 1960 по 2000 годы Ю. И. Громов вёл большую постановочную деятельность. Он работал в ленинградских театрах драмы, комедии, оперетты, Мюзик-холле, Большом театре кукол, а также ставил полнометражные балетные спектакли, хореографические сюиты и миниатюры, танцы в драматических спектаклях в других городах СССР и России.
В 2006 г. совместно со своими учениками основал хореографический фестиваль-конкурс «Пари Гранд».
Умер 1 августа 2010 года в городе Ашдод (Израиль). Похоронен на местном городском кладбище.

## Педагогическая деятельность и ученики
С 1953 по 2009 годы активно занимался педагогической деятельностью. За более чем полувековой стаж он воспитал множество учеников, многие из них руководят хореографическими коллективами в России, странах ближнего и дальнего зарубежья. В числе его учеников немало известных режиссёров и актёров. Многие ученики удостоены почётных званий, стали лауреатами государственных премий, победителями престижных международных конкурсов и фестивалей.
Среди его учеников ряд известных деятелей искусства и культуры:
- Валерий Михайловский — создатель и художественный руководитель прославленной труппы «Санкт-Петербургский Мужской балет», заслуженный артист РСФСР.
- Ольга Вторушина — солистка балета Мариинского театра, заслуженная артистка РФ.
- Евгений Мясищев — солист балета Академического театра оперы и балета им. М. П. Мусоргского, заслуженный артист РФ.
- Наталья Гальцина — солистка музыкального театра Республики Карелия, Заслуженная артистка РФ, лауреат Государственной премии РСФСР им. М. И. Глинки.
- Валерий Матвеев — художественный руководитель и главный балетмейстер ансамбля песни и пляски Западного ВО, заслуженный артист РФ.
- Василий Махрин — главный балетмейстер Санкт-Петербургского государственного театра «Мюзик-Холл», Лауреат Всероссийских и Международных конкурсов, профессор Университета искусств (штат Делавер, США).
- Валентина Гаевая — художественный руководитель Белорусского государственного хореографического ансамбля «Хорошки», Народная артистка Беларуси.
- Александр Носихин — художественный руководитель Санкт-Петербургского образцового хореографического ансамбля «Россияночка», лауреат премии Правительства РФ «Душа России», Заслуженный работник культуры.
- Давид Голощёкин — художественный руководитель Санкт-Петербургской государственной джазовой филармонии, народный артист РФ.
- Виктор Кривонос — известный российский певец и актёр, народный артист РФ.
- Семён Сытник и Борис Смолкин — известные актёры театра и кино, заслуженные артисты РФ.

## Творчество

### Балетные спектакли
- «Партизанка». Музыка Г. Портнова. Выпускной спектакль ЛАХУ им. А. Я. Вагановой. Государственный академический театр оперы и балета им. С. М. Кирова, Ленинград, 1952.
- «Дочь Франции». Музыка Г. Портнова. ЛАХУ им. А. Я. Вагановой. Ленинград, 1953.
- «Кавказский пленник». Музыка Б. Асафьева. Народный театр оперы и балета Дворца культуры им. С. М. Кирова. Ленинград, 1955.
- «Магазин игрушек». Музыка И. Байера. Спектакль детского хореографического коллектива Дворца культуры им. С. М. Кирова. Ленинград, 1956.
- «Щелкунчик». Музыка П. Чайковского. Ленинградская студия телевидения. Ленинград, 1957.
- «Цветик — Семицветик». Музыка Г. Иванова и Я. Вайсбурда. Спектакль детского хореографического коллектива Дворца культуры им. С. М. Кирова. Ленинград, 1958.
- «Кем быть?». Музыка Д. Шостаковича. Спектакль Саратовского государственного хореографического училища. Саратовский государственный театр оперы и балета им. Н. Г. Чернышевского. Саратов, 1964.
- «Сорок первый». Музыка Д. Караманова. Спектакль Саратовского государственного хореографического училища. Саратовский государственный театр оперы и балета им. Н. Г. Чернышевского. Саратов, 1967.
- «Фея кукол». Музыка Й. Байера. Бурятский государственный академический театр оперы и балета. Улан-Удэ, 1968.
- «Болеро». Музыка М. Равеля. Бурятский государственный академический театр оперы и балета. Улан-Удэ, 1969.
- «Про бойца». Музыка В. Бояшова. Выпускной спектакль ЛАХУ им. А. Я. Вагановой. Государственный академический театр оперы и балета им. С. М. Кирова, Ленинград, 1970.
- «Раймонда». Музыка А. Глазунова. Бурятский государственный академический театр оперы и балета. Улан-Удэ, 1971.
- «Лиза и Колен». Музыка Л. Герольда. Бурятский государственный академический театр оперы и балета. Улан-Удэ, 1973.
- «Тщетная предосторожность». Музыка Л. Герольда. Петрозаводский государственный музыкальный театр КАССР. Петрозаводск, 1975.
- «Венская фантазия». Музыка И. Штрауса. Петрозаводский государственный музыкальный театр КАССР. Петрозаводск, 1976.
- «Щелкунчик». Музыка П. Чайковского. Бурятский государственный академический театр оперы и балета. Улан-Удэ, 1980.

### Хореография в балетных спектаклях
- «Тихий Дон». Опера И. Дзержинского. Народный театр оперы и балета Дворца Культуры им. С. М. Кирова. Ленинград, 1954 (режиссёр П. Румянцев).
- «Русалка». Опера А. Даргомыжского. Народный театр оперы и балета Дворца Культуры им. С. М. Кирова. Ленинград, 1954 (режиссёр Г. Товстоногов).
- «Встреча с будущим». Музыка Б. Киянова, В. Кузнецова. Кинотеатрализованный спектакль художественных коллективов Дворца культуры им. Ленсовета. Ленинград, 1961 (режиссёр Л. Менакер).
- «С первым апреля». Оперетта Ж. Оффенбаха. Учебный театр ЛГИТМиК. Ленинград, 1968 (режиссёр М. Дотлибов).
- «Друзья в переплёте». Оперетта Г. Портнова. Ленинградский государственный театр музыкальной комедии. Ленинград, 1969 (режиссёр А. Тарасова).
- «Крыши Парижа». Оперетта Ж. Оффенбаха. Ленинградский государственный театр музыкальной комедии. Ленинград, 1970 (режиссёр М. Дотлибов).
- «Мой брат играет на кларнете». Музыка О. Фельцмана. Учебный театр ЛГИТМиК. Ленинград, 1970 (режиссёр С. Клитин).
- «Мадемуазель Нитуш». Оперетта Ф. Эрве. Учебный театр ЛГИТМиК. Ленинград, 1971 (режиссёр И. Гриншпун).
- «Моя Гюзель». Оперетта Б. Александрова. Ленинградская студия телевидения. Ленинград, 1971 (режиссёр Г. Левитина).
- «Оперетта — любовь моя». Вечер классической оперетты. Учебный театр ЛГИТМиК. Ленинград, 1974 (режиссёр И. Гриншпун).
- «Левша». Мюзикл А. Дмитриева. Петрозаводский государственный музыкальный театр КАССР. Петрозаводск, 1975  (режиссёр Д. Утикеев).
- «Обыкновенное чудо». Оперетта В. Гроховского. Петрозаводский государственный музыкальный театр КАССР. Петрозаводск, 1976 (режиссёр Д. Утикеев).

### Танцевальные сцены в драматических спектаклях
Ленинградский государственный академический театр драмы им. А. С. Пушкина
- Л. Зорин. Театральная фантазия (режиссёр А. Паламишев)
- Д. Кедрин. Рембрандт (режиссёр И. Мейерхольд-Меркурьева)
- О. де Бальзак. Отец Горио (режиссёр Б. Фрейндлих)

Ленинградский государственный академический Большой драматический театр им. М. Горького
- У. Шекспир. Король Генрих IV (режиссёр Г. Товстоногов)

Ленинградский государственный драматический театр им. В. Ф. Комиссаржевской
- Ш. Делани. Влюблённый лев (режиссёр Ю. Дворкин)
- А. Бонди. Театральная комедия (режиссёр Р. Агамирзян)

Ленинградский государственный театр им. Ленинского комсомола
- А. Цесарский. Беспокойные сердца (режиссёр Л. Сальдау)

Ленинградский государственный театр драмы и комедии на Литейном
- Ч. Айтматов. Тополёк мой — красная косынка (режиссёр Л. Сальдау)
- Р. Вивиани. Последний уличный бродяга (режиссёр И. Мокеев)
- И. Раннет. Криминальное танго (режиссёр Я. Хамармер)
- Н. Митрофанов. Пятна на солнце (режиссёр Я. Хамармер)
- А. Гайдар. РВС (режиссёр Л. Сальдау)
- Лопе де Вега. Дурочка (режиссёр Я. Хамармер)
- А. Иловайский. Приключения Маши-Снегурочки (режиссёр Л. Сальдау)
- Г. Фигейреду. Эта женщина-моя! (режиссёр Д. Либуркин)
- А. Островский. Женитьба Белугина (режиссёр Л. Сальдау)

Ленинградский государственный Большой театр кукол
- В. Сударушкин. Маршак и Маяковский — детям (режиссёр В. Сударушкин)
- М. Гиндин, Г. Рябкин. В двенадцать часов по ночам (режиссёр В. Сударушкин)
- Я. Гашек. Похождения бравого солдата Швейка (режиссёр В. Сударушкин)
- М. Токмаков. Ку-ка-ре-ку (режиссёры Е. Кремнева и Ю. Громов)
- М. Гиндин, Г. Рябкин. Варьете «У лукоморья» (режиссёр В. Сударушкин)
- Н. Гоголь. Ночь перед Рождеством (режиссёр Л. Донскова)

Ленинградский государственный Малый драматический театр
- В. Шишков. Угрюм-река (режиссёр Я. Хамармер)
- В. Коростылёв. Вовка на планете Ялмез (режиссёр К. Шишкин)
- Б. Брехт, А. Чехов. Две судьбы в один вечер (режиссёр А. Кокорин)
- Н. Чернышевский. Что делать? (режиссёр В. Голиков)

Ленинградский государственный театр ЛГИТМиК
- У. Шекспир. Сон в летнюю ночь (режиссёр Б. Зон)
- А. Бруштейн. Тристан и Изольда (режиссёр В. Меркурьев)
- Ф. Сологуб. Петербургские картинки (режиссёр Т. Лепковская)
- В. Маяковский. Баня (режиссёр Д. Карасик)
- Б. Брехт. Кавказский меловой круг (режиссёр Д. Карасик)
- А. Чехов. Чехов улыбается (режиссёр И. Горбачёв)
- Д. Ленский. Водевили (режиссёр В. Петров)
- А. Пушкин. Сказки Пушкина (режиссёр И. Гриншпун)
- А. Бонди. Лев Гурыч Синичкин (режиссёр Р. Агамирзян)
- Н. Соловьёв. Ходжа Насреддин в Бухаре (режиссёр С. Гиппиус)
- А. Грибоедов. Обман за обманом (режиссёр В. Меркурьев)

Ленинградская студия телевидения
- А. Дель. Агитатор (режиссёр В. Андрушкевич)
- Т. Краморова. Скрипичный ключ (режиссёр А. Рессер)
- В. фон Гёте — Л. ван Бетховен. Эгмонт (режиссёр В. Шерстобитов)

Ленинградский государственный цирк
- Ю. Благоев, А. Сонин. Страна Чудесия (режиссёр А. Сонин)

Ростовский государственный академический театр драмы им. М. Горького
- Г. Фигейреду. Дон Жуан (режиссёр А. Малышев)
- Г. Боровик. Три минуты Мартина Гроу (режиссёр А. Малышев)
- В. Закруткин. Матерь человеческая (режиссёр А. Малышев)
- Т. Габбе. Жан Бессмертный (режиссёр А. Черных)
- М. Захаров, В. Черных. Проводим эксперимент (режиссёр А. Малышев)
- А. Горучава, М. Хотяновский. День победы посреди войны (режиссёр В. Шапиро)

Тульский государственный драматический театр им. М. Горького
- Ж. Ануй. Бал воров (режиссёр М. Морейдо)
- В. Константинов, Б. Рацер. 10 суток за любовь (режиссёр М. Морейдо)
- В. Константинов, Б. Рацер . Внимание, съёмка! (режиссёр М. Морейдо)

Петрозаводский государственный русский драматический театр
- М. Рощин. Муж и жена снимут комнату (режиссёр М. Резцов)
- М. Осецкая. Вкус черешни (режиссёр М. Резцов)
- П. Панчев. Сказка о четырёх близнецах (режиссёр В. Явич)

Государственный республиканский русский драматический театр МССР
- Ю. Грушас. Любовь, джаз и чёрт (режиссёр М. Морейдо)

Горьковский государственный академический театр им. М. Горького
- М. Гашпар. Клерон (режиссёр М. Морейдо)
- Б. Брехт. Мамаша Кураж и её дети (режиссёр С. Лерман)

Ставропольский государственный академический театр им. М. Ю. Лермонтова
- А. Островский. Доходное место (режиссёр М. Морейдо)
- Г. Фигейреду. Дон Жуан (режиссёр А. Малышев)
- И. Грушас. Любовь, джаз и чёрт (режиссёр М. Морейдо)
- Б. Ливанов, Ю. Энтин. Трубадур и его друзья (режиссёр М. Морейдо)
- Л. Зорин. Старомодная комедия (режиссёр М. Морейдо)
- К. Паустовский. Поручик Лермонтов (режиссёр А. Малышев)
- У. Шекспир. Ромео и Джульетта (режиссёр М. Лурье)
- М. Новиков. Огненные версты (режиссёр М. Лурье, В. Шапиро)
- М. Шатров. Синие кони на красной траве (режиссёр М. Новиков)
- Л. Украинка. Каменный властелин (режиссёр Б. Гранатов)
- А. Островский. Банкрот (режиссёр В. Константинов)
- Б. Нушич ОБЭЖ (режиссёр В. Константинов)
- А. Дюма (сын). Дама с камелиями (режиссёр В. Захаров)
- В. Пикуль. Фаворит (режиссёр А. Малышев)
- М. Лермонтов. Маскарад (режиссёр А. Малышев)

Костромской государственный драматический театр им. А. Н. Островского
- В. Константинов, Б. Рацер. Левша (режиссёр М. Морейдо)
- А. Островский. Бедность не порок (режиссёр В. Симакин)
- Г. Боровик. Агент 00 (режиссёр В. Александров)
- А. Курляндский, В. Успенский. Баба-Яга-против медвежонка (режиссёр А. Карасёв)

Владимирский государственный драматический театр им. А. В. Луначарского
- Л. Бернстайн. Вестсайдская история (режиссёр М. Морейдо)
- А. Салынский. Долгожданный (режиссёр М. Морейдо)

Чечено-Ингушский государственный драматический театр им. Х. Нурадилова
- Ж. Б. Мольер. Мнимый больной (режиссёр Р. Хакишев)
- Э. Низюрский. Любовь, джаз и привидения (режиссёр Р. Хакишев)
- Б. Ливанов, Ю. Энтин. Бременские музыканты (режиссёр Р. Хакишев)
- Н. Гоголь. Ревизор (режиссёр Р. Хакишев)
- А. Проханов, Л. Герчиков. Иду в путь мой (режиссёр Р. Хакишев)
- А. Чехов. Юбилей (режиссёр Р. Хакишев)
- Л. Герчиков, Р. Хакишев. Встань и иди (режиссёр Р. Хакишев)
- Н. Гоголь. Женитьба (режиссёр Р. Хакишев)

Драматический театр Краснознамённого Северного флота
- Е. Шварц. Золушка (режиссёр А. Жадан)
- Шахтинский государственный театр драмы им. Н. Погодина
- Г. Лорка. Кровавая свадьба (режиссёр Р. Хакишев)
- Ю. Яковлев. Балерина политотдела (режиссёр В. Липовецкий)
- М. Костюковский, М. Слабодский. Пифагор (режиссёр Л. Панасян)
- Р. Болт. Да здравствует королева. Виват! (режиссёр Р. Хакишев)
- А. Дюма. Узник замка Иф (режиссёр М. Шпаковский)
- О. Голдсмит. Ночь ошибок (режиссёр М. Шпаковский)

Брянский государственный драматический театр
- Н. Гоголь. Женитьба (режиссёр Р. Хакишев)

Республиканский русский драматический театр ЧИ АССР
- Э. Де Филиппо. Филумена Мартурано (режиссёр Р. Хакишев)

Республиканский русский драматический театр ДАССР
- Н. Гоголь. Женитьба (режиссёр Р. Хакишев)

Костромской государственный театр кукол
- Е. Шварц. Золушка (режиссёр А.Карасёв)

Финский государственный театр
- Т. Габбе. Хрустальный башмачок (режиссёр В. Фильштинский)

Вологодский государственный ТЮЗ
- А. Володин. Ящерица (режиссёр Б.Гранатов)

Саратовская государственная филармония. Театр «Микро» п/р н.а. РСФСР Л. Горелика
- М. Жванецкий и др. Крутится-вертится (режиссёр Л. Эйдлин)

## Деятели российского балета о Ю. И. Громове
«Заслуженный деятель искусств России, кандидат искусствоведения, профессор Юрий Иосифович Громов — крупная, значащая величина в жизни и делах современной практики балета.»
Вера Михайловна Красовская, доктор искусствоведения, профессор
«Я могу с полной ответственностью утверждать, что Ю. И. Громов своей неутомимой творческой энергией сумел за эти годы создать уникальную кафедру. Он — достояние национальной культуры.»
Наталья Михайловна Дудинская, народная артистка СССР, лауреат Государственных премий, профессор
«Юрий Иосифович — это неподражаемая личность, совершенно уникальная. Он был замечательный, почему был, он и есть, балетмейстер, педагог, учитель, писатель, создатель учебников, и пусть так будет всегда.»
Никита Александрович Долгушин, народный артист СССР, профессор

## Автор публикаций
1. Работа педагога-балетмейстера в детском хореографическом коллективе: Учебное пособие. — Л., 1962.
2. Основные этапы развития русского и советского балета: Учебное пособие / ВПШК. — М., 1965
3. Танцуйте, дети! — Чебоксары, 1966
4. Методика учебно-творческой и воспитательной работы в хореографическом коллективе: Учебно-методическое пособие. — Л., 1968
5. Воспитание пластической культуры актёра средствами танца. — М., 1971
6. Некоторые проблемы координации танца с речью и пением. — М., 1974
7. Хореографический коллектив в клубе: Учебное пособие. — Л., 1981 (в соавторстве с О. Розановой, Н. Рубахиной)
8. Балетмейстер-педагог: Проблемы подготовки специалиста // Материалы межвузовской конференции. — СПб., 1994 (В соавторстве с О. Розановой, Т. Комиссаровой)
9. Танец и его роль в воспитании пластической культуры актёра. — СПб., 1997
10. От школы на Росси к школе на Фучика: (История. Теория сценического танца. Хореографическая педагогика) — СПб., 2001
11. Мужской танец в петербургской балетной школе: Педагогическое наследство В. И. Пономарёва. (В соавторстве со Звёздочкиным В. А., Капланом С. С.). — СПб., 2004
12. Основы подготовки специалистов-хореографов. Хореографическая педагогика: учебное пособие. — СПб., 2006 (Руководитель авторского коллектива и автор отдельных глав, заведующий кафедрой хореографического искусства СПбГУП, кандидат искусствоведения, народный артист России Ю. И. Громов)
13. Pas: эссе-этюды хореографа. — СПб., 2007
14. Танец и его роль в воспитании пластической культуры актёра. 2-е изд. — СПб., 2011

## Звания и награды
- Заслуженный деятель искусств Бурятской АССР (1974)
- Кандидат искусствоведения (1974)
- Доцент (1976)
- Медаль «Ветеран труда» (1984)
- Заслуженный деятель искусств РСФСР (1986)
- Профессор (1986)
- Народный артист Российской Федерации (2001)[5]
- Присвоение имени «YURIJ GROMOV[англ.]» («Юрий Громов») малой планете № 11826 (2003)[1]
- Орден Почёта (2006)[6]
- Лауреат Российского Форума «Общественное признание» (2009)